# Keigo Higashi
Keigo Higashi (japonès: 東慶悟)  (Kitakyūshū, 20 de juliol de 1990) és un futbolista japonès.

## Selecció japonesa
Va formar part de l'equip olímpic japonès als Jocs Olímpics d'estiu de 2012.